# Xenodasys riedli
Xenodasys riedli is een buikharige uit de familie Xenodasyidae. Het dier komt uit het geslacht Xenodasys. Xenodasys riedli werd in 1969 voor het eerst wetenschappelijk beschreven door Schoepfer-Sterrer.